# Badminton-Afrikameisterschaft 1980
Die Badminton-Afrikameisterschaft 1980 fand vom 22. bis zum 25. Juni 1980 in Beira in Mosambik statt. Es war die zweite Austragung der kontinentalen Titelkämpfe in Afrika, wobei nur Mannschaftswettkämpfe ausgetragen wurden. Nigeria war in drei von vier Wettbewerben erfolgreich. Sambia belegte bei den Junioren Rang zwei in der Besetzung Shailesh Patel, Nicholas Kaoma und Madhavi Tijorowala.

## Medaillengewinner
| Disziplin    | Gold | Silber | Bronze |
| ------------ | --- | --- | --- |
| Herrenteam   | Nigeria Babatunde Badiru Monday Edo Samson Egbeyemi Ishola Iyiola Clement Ogbo                                        | Kenia John Mwangi Narendra K. Shah Amjid Rasul Vijai Maini Hitesh Patani                                               | Tansania Raju Chiplunkar Mohamed Juma Mukesh Shah Shahnawaz Kayumali                                       |
| Frauenteam   | Simbabwe Trish Donaghy Ann Folcarelli Merle Palmer                                                                    | Nigeria Bukola Bakreen Oby Edoga Grace Edwards                                                                         | Tansania S. Chiplunkar Esther Mosha Nasra Juma                                                             |
| Mixed Team   | Nigeria Babatunde Badiru Monday Edo Samson Egbeyemi Ishola Iyiola Clement Ogbo Bukola Bakreen Oby Edoga Grace Edwards | Kenia John Mwangi Narendra K. Shah Amjid Rasul Vijai Maini Hitesh Patani Shamin Noormohamed Chris Maskell Naila Valani | Tansania Raju Chiplunkar Mohamed Juma Mukesh Shah Shahnawaz Kayumali S. Chiplunkar Esther Mosha Nasra Juma |
| Juniorenteam | Nigeria | Sambia | Mosambik                                                                                                   |